# 5994 Yakubovich
5994 Yakubovich (1981 SZ7) là một tiểu hành tinh vành đai chính được phát hiện ngày 29 tháng 9 năm 1981 bởi L. V. Zhuravleva ở Nauchnyj.